# My jesteśmy Kościołem
My jesteśmy Kościołem (niem. Wir sind Kirche) – międzynarodowy ruch zainicjowany w Rzymie w 1996 jako forma nacisku na hierarchię Kościoła rzymskokatolickiego do odnowy Kościoła na fundamentach II Soboru Watykańskiego i ducha teologicznego jaki się z soboru wyłonił. Dziś hasło „My jesteśmy Kościołem” w Europie jest kojarzone nie tylko z konkretnym ruchem, ale i z szeregiem postaw laikatu katolickiego kontestacyjnych wobec Kościoła hierarchicznego i domagających się jego reformy.   Kościoły ewangelickie|
„My jesteśmy Kościołem” ma swe początki w „referendum kościelnym” w Austrii z 1995 w sprawie koniecznych zmian w Kościele, które zostało zainicjowane po głośnej aferze pedofilskiej związanej z wiedeńskim kardynałem Hansem Hermannem Groërem. Ruch w Austrii osiągnął sukces i kardynał podał się do dymisji. Pod wezwaniem do zmian w Kościele ruch zebrał 500 tys. podpisów. Organizatorami „referendum kościelnego” byli teologowie, nauczyciele religii, progresywni księża oraz katoliccy intelektualiści. Referendum zyskało poparcie m.in. znanego pisarza i teologa, eks-księdza Adolfa Holla, redaktora naczelnego katolickiego tygodnika „Kircheintern”, ks. Rudolfa Schermanna, a także wielu innych. Organizatorzy przekazali swoje postulaty nowemu przewodniczącemu episkopatu Austrii, biskupowi Grazu, Johannowi Weberowi. Na początku 1996 episkopat odrzucił żądania.
Do dziś pod postulatami „referendum kościelnego” podpisało się już 2,5 miliona osób z Austrii, Niemiec i Tyrolu Południowego.
„My jesteśmy Kościołem” ma swoje oddziały i przedstawicielstwa w ponad 20 krajach na wszystkich kontynentch i współpracuje z podobnymi organizacjami katolickimi (np. „Catholics for a Free Choice” ze Stanów Zjednoczonych, „Kościół od dołu” z Niemiec, grupa „Golias” z Francji, „Ruch 8 Maja” z Holandii istniejący w latach 1985–2003)

## Postulaty „referendum kościelnego”
- Równouprawnienie wszystkich wierzących, przezwyciężenie przepaści pomiędzy duchownymi a laikami.
- Współdecydowanie Kościoła lokalnego przy wyborach biskupich.
- Współdecydowanie kobiet we wszystkich gremiach kościelnych.
- Powołanie do życia urzędu stałego diakonatu dla kobiet.
- Umożliwienie kobietom przyjmowania święceń kapłańskich.
- Celibat – możliwość wolnego wyboru.
- Uznanie prymatu sumienia człowieka w decyzjach dotyczących dziedziny etyki seksualnej.
- Zróżnicowanie podejścia (oceny moralnej) w stosunku do środków antykoncepcyjnych i środków aborcyjnych.
- Więcej otwartości w miejsce stereotypowych sądów (na przykład w kwestii podejścia do stosunków przedmałżeńskich czy homoseksualizmu).
- W miejsce koncentrowania się na problemach moralności seksualnej, przeniesienie tego akcentu oraz większe zaangażowanie się na inne palące tematy (m.in. pokoju, sprawiedliwości społecznej, ekologii).
- Radosna Nowina w miejsce „grożącego palca Bożego”.

Inne postulaty Ruchu:
- udzielanie komunii rozwiedzionym,
- interkomunia z protestantami.

## Inicjatywy
Jedną z bardziej znanych inicjatyw „My jesteśmy Kościołem” była organizacja (wraz z organizacją „Kościół od dołu” oraz parafią ewangelicką na Prenzlauer Berg) „mszy ekumenicznych” w ramach Ekumenicznych Dni Kościoła w Berlinie, w czasie której kapłan katolicki udzielił komunii wiernym ewangelickim, zaś kapłan ewangelicki – katolikom (1 czerwca 2003). W reakcji na to władze kościelne zawiesiły i suspendowały dwóch kapłanów – ks. Bernharda Krolla oraz ks. prof. Gottholda Hasenhüttla (ten ostatni stracił także misję kanoniczną do nauczania teologii).
Na tydzień przed oficjalnymi obchodami 25. rocznicy wyboru Karola Wojtyły na papieża Jana Pawła II ruch „My jesteśmy Kościołem” wezwał papieża do abdykacji. Według świeckich katolików zaangażowanych w ruch, podczas swojego pontyfikatu papież „zabarykadował wiele okien i drzwi w wewnątrzkościelnych dyskusjach”. Działacze „My jesteśmy Kościołem” uważają, że szczególnie w drugiej części pontyfikatu nastąpiła znaczna rozbudowa „centralistycznego systemu kontroli z powodzią przepisów i zakazów, które niszczą życie w Kościele”.

## Ekskomunika
W maju 2014 roku Martha Heizer, przewodnicząca i współzałożycielka ruchu, wraz ze swoim małżonkiem zostali ekskomunikowani na mocy decyzji papieża Franciszka. Powodem nałożenia najwyższej kary przewidzianej przez Kodeks Prawa Kanonicznego było wielokrotne symulowanie sprawowania Mszy świętej. Tego typu przestępstwo w kościelnym prawodawstwie zaliczanie jest do tzw. delicta gravia (ciężkie wykroczenia), za które papież może nałożyć najsurowsze kary włącznie z ekskomuniką.